# U-953
U-953 – niemiecki okręt podwodny (U-Boot) typu VII C z okresu II wojny światowej. Okręt wszedł do służby w 1942 roku. Kolejnymi dowódcami byli: Oblt. Karl-Heinz Marbach, Oblt. Herbert Werner, Oblt. Erich Steinbrink.

## Historia
Wcielony do 5. Flotylla U-Bootów w  Kilonii celem treningu i zgrania załogi. Od czerwca 1943 roku w 3. (La Pallice), a od października 1944 roku w 33. Flotylli (Flensburg) jako jednostka bojowa.
U-953 odbył 10 patroli bojowych, spędzając w morzu łącznie 349 dni. Zatopił jeden statek – brytyjski frachtowiec „Glendinning”  (1927  BRT). W maju 1945 roku skapitulował w bazie w Trondheim (Norwegia). 29 maja 1945 roku przepłynął do Anglii, gdzie uniknął zatopienia podczas operacji Deadlight. Wykorzystywany do badań i testów, po ich zakończeniu złomowany w 1950 roku.